# Новотроицкая волость (Новоузенский уезд)
Ново-Троицкая во́лость — административно-территориальная единица, входившая в состав Новоузенского уезда Самарской губернии.
Административный центр — село Ново-Троицкое (ныне село Перекопное Ершовского района Саратовской области).
Население волости составляли преимущественно русские и малороссы, православные.
В период до установления советской власти волость имела аппарат волостного правления, традиционный для таких административно-территориальных единиц Российской империи.
Волость располагалась в северной части Новоузенского уезда. Согласно карте уездов Самарской губернии издания губернского земства 1912 года на юге волость граничила с Краснянской волостью, на западе - с Семёновской волостью, на северо-западе - с Верхне-Караманской волостью, на севере - с Миусской волостью, на севере и северо-востоке - с Верхне-Кушумской волостью, на юго-востоке с Новорепинской волостью.
Территория бывшей волости является частью земель Ершовского и Фёдоровского районов Саратовской области (административный центр области — город Саратов).

## Состав волости
| №  | Населённые пункты (без хуторов и посёлков) | Население (1889 год) | Преобладающие национальности, вероисповедания          | Население (1910 год)                  | Преобладающие национальности, вероисповедания | Современное состояние        |
| -- | ------------------------------------------ | -------------------- | ------------------------------------------------------ | ------------------------------------- | --------------------------------------------- | ---------------------------- |
| 1  | село Ново-Троицкое (оно же Перекопное)     | 3931                 | русские, малороссы, мордва, православные и раскольники | 6928                                  | русские, православные                         | село, Ершовский район        |
| 2  | деревня Михайловка                         | 445                  | русские, православные                                  | 257                                   | русские, православные                         | не существует                |
| 3  | село Моховое                               | 338                  | русские, православные                                  | 393                                   | русские, православные                         | село, Ершовский район        |
| 4  | деревня Новая Слободка                     | 324                  | русские, православные                                  | 572                                   | русские, малороссы, православные              | село, Ершовский район        |
| 5  | деревня Ганновка                           | 398                  | русские, православные                                  | 438                                   | русские, малороссы, православные              | не существует                |
| 6  | деревня Успенская (она же Ганновка 2-я)    | -                    | -                                                      | 332                                   | русские, малороссы, православные              | не существует                |
| 7  | село Краснинькое                           | 1589                 | малороссы, православные                                | Передано в состав Краснянской волости | -                                             | село, Ершовский район        |
| 8  | деревня Чистый Плёс                        | 798                  | русские, православные и раскольники                    | Передано в состав Краснянской волости | -                                             | село, Ершовский район        |
| 9  | деревня Чёрная Падина                      | 476                  | поляки, католики                                       | Передано в состав Краснянской волости | -                                             | село, Ершовский район        |
| 10 | деревня Еремеевка                          | 1016                 | малороссы и русские, православные                      | Передано в состав Краснянской волости | -                                             | село, Ершовский район        |
| 11 | деревня Александрия                        | 408                  | русские, православные                                  | Передано в состав Краснянской волости | -                                             | село, Ершовский район        |
| 12 | деревня Васильевка                         | 556                  | малороссы, православные                                | Передано в состав Краснянской волости | -                                             | село, Ершовский район        |
| 13 | деревня Новая Фёдоровка                    | 107                  | малороссы, православные                                | Передано в состав Краснянской волости | -                                             | не существует                |
| 14 | станция Ершово                             | -                    | -                                                      | 589                                   | -                                             | город Ершов, Ершовский район |
| 15 | посёлок при станции Ершово                 | -                    | -                                                      | 1365                                  | русские и колонисты, православные и лютеране  | город Ершов, Ершовский район |
| 16 | станция Плёс                               | -                    | -                                                      | 52                                    | -                                             | село, Фёдоровский район      |
| 17 | разъезд Жулидово                           | -                    | -                                                      | 16                                    | -                                             | посёлок, Ершовский район     |